# Вердихово
Вердихово — деревня в Починковском районе Смоленской области России. Входит в состав Княжинского сельского поселения. Население — 3 жителя (2007 год). 
Расположена в центральной части области в 15 км к северо-западу от Починка, в 10 км западнее автодороги А141 Орёл — Витебск, на берегу реки Сож. В 14 км восточнее деревни расположена железнодорожная станция Грудинино на линии Смоленск — Рославль. 

## История
В годы Великой Отечественной войны деревня была оккупирована гитлеровскими войсками в июле 1941 года, освобождена в сентябре 1943 года.